# Can Ramis (l'Escala)
Can Ramis és una casa al nucli antic de la població de l'Escala, al límit oest del nucli antic, a tocar la Ronda del Pedró i delimitat per la Pujada del Pedró i el carrer Perxel. Aquesta casa fou on visqué i pintà el pintor escalenc Rafael Ramis i Ballesta (1912-1991). Va estudiar a la llotja i, després de finalitzar els estudis, va recórrer, entre els anys 1949 i 1961, l'Amèrica del Sud. El 1961 retornà definitivament a l'Escala on restar fins a la seva mort.El 1999 es va fer la cessió de la casa-estudi del pintor amb els quadres i el mobiliari, a l'ajuntament de l'Escala, passant així a formar part del patrimoni cultural del poble de l'Escala.

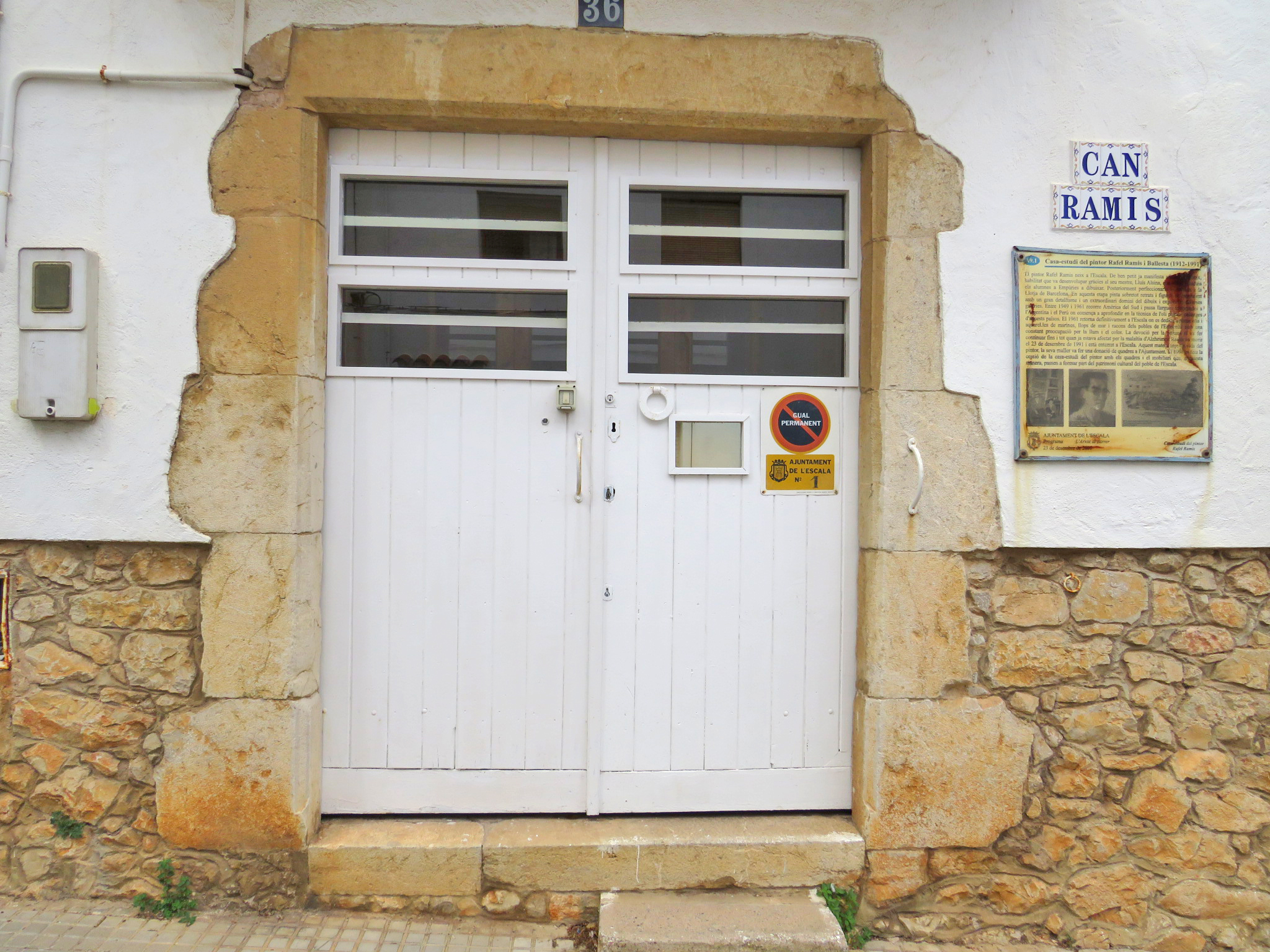
Portal d'entrada

Es tracta d'un edifici cantoner de planta rectangular, amb la coberta plana amb un gran terrat, i distribuït en planta baixa i pis. La façana principal presenta un portal d'accés rectangular, amb els brancals bastits amb carreus de pedra i la llinda plana. Està decorat amb una motllura que recorre l'intradós. A banda i banda, dues finestres rectangulars amb l'ampit corregut de pedra i una gran reixa. Al pis, damunt del portal, un balcó exempt amb el finestral de sortida format per un gran arc rebaixat. Al seu costat, un altre balcó de mida més gran, amb un finestral i una finestra de sortida rectangulars. Coronant la façana hi ha un ràfec de dents de serra, damunt del qual s'assenta la barana d'obra del terrat. La façana està decorada amb un ample sòcol de pedra i carreus desbastats a la cantonada amb la pujada del Pedró. La resta del parament està arrebossat i pintat. A la part posterior de la finca hi ha un altre cos de planta rectangular, amb la coberta a un sol vessant i l'accés des de la ronda del Pedró. Està bastit amb pedra i morter i presenta una placa de rajola a la façana, amb el nom MON CAU. La façana lateral del recinte, bastida amb pedra i morter, presenta una finestra tapiada rectangular, amb els brancals bastits amb carreus de pedra, la llinda plana i l'ampit motllurat.